# Francisco A. Muñoz
Francisco A. Muñoz (Granada, 6 de junio de 1953 - Granada, 23 de octubre de 2014), historiador, profesor de universidad e investigador de la Paz. Gran parte de su investigación está dedicada a la reconstrucción de una Historia de la Paz y las bases teóricas que la sustentan, para llegar a una nueva Cultura de Paz y regulación de conflictos. Propuso en el 2001 el enfoque de una Paz imperfecta.

## Breve biografía profesional
Doctor en Historias en 1981, Catedrático de Historia Antigua de la Universidad de Granada y profesor universitario desde 1978. Miembro fundador e investigador, desde 1988, y director, de 1997 a 2002, del Instituto de la Paz y los Conflictos de la Universidad de Granada.
Autor de varios libros y de numerosos artículos, entre los que se puede mencionar: La paz imperfecta (2001), Manual de la Paz y los Conflictos (2004), Pax Orbis. Complejidad y Conflictividad de la Paz (2011) y Filosofías y praxis de la paz (2013).
Ha llevado a cabo y dirigido diversos proyectos de investigación sobre el Mundo Antiguo, Historia de la Paz y Teorías de Paz: Imperialismo romano, numismática ibero-romana del sur de la península ibérica; Poblamiento ibero-romano en la comarca de los Vélez (Almería); Cosmovisiones de Paz en el Mediterráneo Antiguo y Medieval; Modelos y experiencias de regulación pacífica de conflictos en el Mediterráneo; Virtudes Clásicas para la Paz; Regulación pacífica de los conflictos; La Cultura de Paz en Andalucía. Experiencias y desafíos.
Miembro de la Junta Directiva de la Asociación Española de Investigación para la Paz (AIPAZ, 1997-2013); Coordinador de la Red Andaluza de Investigación para la Paz y los Derechos Humanos (RAIPAD, 2001-2013); Coordinador del Primer Congreso Hispanoamericano de Educación y Cultura de Paz (2002); Coordinador del Congreso Internacional La Paz en las Culturas Políticas Mediterráneas (2005); Coordinación Doctorado Gestión de Paz y Conflictos de la Universidad de Granada en la Universidad Autónoma de Sinaloa, Sinaloa, México (2012-15); Coordinación Doctorado Gestión de Paz y Conflictos de la Universidad de Granada en la Universidad del Valle, Cali, Colombia (2012-15);  y Coordinación Máster Interuniversitario en Cultura de Paz, Conflictos, Educación y Derechos Humanos de la Universidad de Granada (2009-13).
Ha investigado e impartido cursos en diversas universidades internacionales: University College, London (1987, 1989), Universidad de Roma (1986),  Department Peace and Conflict Research, Universidad de Uppsala (1991),  Stockolm Internacional Peace Research Institute, Estocolmo (1991), Classics Department, Keele University, Inglaterra (1994), European University Center for Peace Studies, Stadtslaining, Burg, Austria (1997), Universidad del Estado de México, Toluca, México (1997, 1999, 2001), Universidad Central de Bogotá, Colombia (2000, 2002), École Normale Supérieure, Universidad de Tetuán, Marruecos (2004), Universidad de México, Sinaloa (2011-2013), Universidad del Valle, Cali (2011-2013).

## Líneas de investigación
Sus principales líneas de investigación son: Filosofía histórica y antropológica, Teorías de Paz e Historia de la Paz y los Conflictos.

## Obras destacadas
- 1993 - La confluencia de Culturas en el Mediterráneo, Granada.
- 1997 - Hacia un Mediterráneo Pacífico (con Cano Pérez, María José), Granada.
- 1998 - Cosmovisiones de Paz en el Mediterráneo (con Molina Rueda, Beatriz), Granada.
- 2000 - Historia de la Paz. Tiempos, actores y espacios (con López Martínez, Mario), Granada.
- 2001 - La paz imperfecta (2001, Granada).
- 2003 - Experiencias de Paz en el Mediterráneo (con Beltrán Pérez, Carmelo), Granada.
- 2004 - Manual de la Paz y los Conflictos (con Molina Rueda, Beatriz), Granada.
- 2005 – Investigación de la Paz y los Derechos Humanos desde Andalucía ( con Herrera Flores, Joaquín; Molina Rueda, Beatriz; y Sánchez Fernández, Sebastián), Granada.
- 2007 - Políticas de Paz en el Mediterráneo (con Martínez López, Fernando), Madrid.
- 2009 - Pax Orbis. Complejidad y conflictividad de la Paz (con Molina Rueda, Beatriz), Granada.
- 2011 - Los Habitus de la Paz. Teorías y prácticas de la Paz Imperfecta (con Bolaños Carmona, Jorge), Granada.
- 2013 - Filosofías y praxis de la Paz (con Comins Mingol, Irene), Barcelona.